# 오티스 해리스
오티스 해리스(Otis Harris, 본명: 오티스 해리스 주니어, Otis Harris Jr., 1982년 6월 30일, 미시시피주 에드워즈 출생)은 미국의 트랙 필드 선수이다. 2004년 하계 올림픽 400m에서 은메달을 획득했다.
해리스는 미시시피 주 유티카에 있는 하인즈 농업 고등학교에 다녔으며 고등학교 시절 여러 명예를 얻었으며 그 중 하나인 올 아메리칸 첫 번째 팀으로 선정되었다. 주니어 올림픽에서 400m를 두 번이나 우승했고 그의 팀을 세 번의 주 챔피언십으로 이끌었다. 2000년에 사우스캐롤라이나 대학교에 입학했다. 게임콕(Gamecock)으로서 2002년 NCAA 챔피언십 4 × 400m 계주 팀의 멤버였으며 2003년 400m에서 준우승을 차지했다.
2004년 하계 올림픽에서 해리스는 400m에서 은메달을 획득했다. 결승전에서 동료 미국 팀원 제러미 워리너에 이어 2위를 차지하기 전에 두 번의 예선 경기에서 2위를 차지했다. 데릭 브루가 3위에 올랐고 대롤드 윌리엄슨과 함께 세 명의 선수 모두 미국의 4×400m 계주에서 금메달을 획득했다. 한 달 후 해리스는 세계 육상 결승전에서 3위를 차지했다.
해리스는 사우스캐롤라이나주 컬럼비아에서 대학 코치인 커티스 프라이(Curtis Frye)와 함께 훈련하고 있다. 2004년 이후 45초 미만으로 달린 적이 없으며 주요 국제 선수권 대회에 출전한 적도 없다.